# Valse citroenkorst
Valse citroenkorst (Flavoplaca flavocitrina) is een korstmos uit de familie Teloschistaceae. Hij groeit op steen en op hout. Hij heeft een voorkeur voor horizontale oppervlakken, zoals stoeptegels en bovenkanten en schuin-aflopende randen van muren. 

## Kenmerken
Korstvormige soort die uit een mozaïek van aangedrukte gladde schubjes bestaat, die aan een zijde soredieus zijn. Hij is citroengeel tot vrij donker geel. De aangedrukte schubjes zijn 0,3 mm groot en zijn meestal aan een zijde afstaand. Apotheciën zijn soms aanwezig. Deze zijn plat tot vrij bol en donkergeel tot oranje van kleur met een lichtere rand. Alle gele en oranje-gele delen kleuren na reactie met K+ rood.
Gelijkende taxa
Valse citroenkorst kan worden verward met gewone citroenkorst (Caloplaca citrina) die op verticale delen van muren groeit en na reactie met K+ paars kleurt. Ook kan verwarring optreden met schubbige citroenkorst en lichte citroenkorst, die beide placodioid zijn.

## Verspreiding
Valse citroenkorst komt voor in heel Nederland en is zeer algemeen.